# Computer-aided production engineering
Computer-aided production engineering (CAPE) ist ein relativ neuer und bedeutender Zweig der Technik. Die globale Produktion hat das Umfeld verändert, in dem Waren hergestellt werden. Inzwischen wird durch die rasante Entwicklung der Elektronik- und Kommunikationstechnologien Design und Fertigung benötigt, um mitzuhalten.

## Beschreibung
CAPE wird als eine neue Art von Computer-Aided-Engineering-Umgebung, die die Produktivität der Fertigungs- bzw. Wirtschaftsingenieure verbessern soll, angesehen. Diese Umgebung würde von den Ingenieuren eingesetzt werden, um zukünftige Fertigungssysteme und -subsysteme zu konzipieren und umzusetzen. Derzeit wird an dem National Institute of Standards and Technology (NIST) an CAPE-Systemen gearbeitet. Das NIST-Projekt hat die Förderung der Entwicklung von Softwareumgebungen und -Werkzeugen für die Entwicklung und Konstruktion von Fertigungssystemen zum Ziel.

## CAPE und die Zukunft der Fertigung
Die Zukunft der Fertigung wird durch die Effizienz, mit der sie neue Technologien integrieren kann, bestimmt werden. Der aktuelle Prozess der Entwicklung von Fertigungssystemen ist oft ad hoc und mit nur in begrenztem Umfang genutzten computergestützten Werkzeugen. Angesichts der Kosten und Ressourcen bei Bau und Betrieb von Produktionsanlagen muss der Entwicklungsprozess effizienter gestaltet werden. Neue Berechnungssoftware für die Entwicklung von Fertigungssystemen könnten dazu beitragen, dieses Ziel zu erreichen.
Warum ist CAPE wichtig? In gleicher Weise, in der Produktdesigner CAD-Systeme brauchen, benötigen Fertigungs- und Wirtschaftsingenieure anspruchsvolle Berechnungsfunktionen, um komplexe Probleme zu lösen und die riesigen mit der Konstruktion eines Fertigungssystems verbundenen Daten zu verwalten.
Zur Lösung dieser komplexen Probleme und zur Verwaltung von Designdaten müssen computergestützte Werkzeuge in wissenschaftlichen und Engineering-Methoden auf das Problem der Konzeption und Umsetzung von Fertigungssystemen angewendet werden. Ingenieure müssen die gesamte Fabrik als ein System, dessen Wechselwirkungen und seine Umgebung berücksichtigen.
Komponenten eines Fabriksystems sind:
- die physische Anlage, in der die Fertigung untergebracht ist,
- die Produktionsstätten, die die Herstellungsoperationen durchführen,
- die bei der Produktion verwendeten Technologien,
- die Arbeitsplätze/Stationen, Maschinen, Geräte, Werkzeuge und Materialien, die in Produktionsstätten enthalten sind oder verwendet werden,
- die verschiedenen Hilfseinrichtungen und
- die Beziehung zwischen der Fabrik und ihrer Umwelt.

CAPE muss nicht nur den ursprünglichen Entwurf und die Konstruktion der Fabrik betreffen, sondern auch Verbesserungen im Laufe der Zeit. CAPE sollte Standard-Engineering-Methoden und Problemlösungstechniken unterstützen, einfache Tätigkeiten automatisieren und Referenzdaten bieten, um die Entscheidungsfindung zu unterstützen.
Die Umgebung sollte dabei helfen, dass Ingenieure bei ihrer Arbeit noch produktiver und effektiver sind. CAPE würde auf PCs oder Engineering-Arbeitsplätzen, die mit entsprechenden Peripheriegeräten konfiguriert wurden, umgesetzt werden. Engineering-Tool-Entwickler werden folgende Funktionen und Daten, die von verschiedenen Disziplinen verwendet werden, integrieren müssen:
- Fertigungs-, Industrie- und Anlagentechnik,
- Materialbearbeitung und Qualitätswesen,
- Umwelttechnik,
- Mathematische Modellierung/Simulation, statistische Prozesssteuerung und Informatik und
- Wirtschaftlichkeits- und Kosten-Analyse und Unternehmensführung.

Viele Methoden, Formeln und Daten, die diesen technischen Bereichen zugeordnet sind, existieren derzeit nur in Ingenieurhandbüchern. Obwohl einige computergestützte Werkzeuge zur Verfügung stehen, sind sie oft sehr spezialisiert, schwer zu benutzen und teilen Informationen nicht oder arbeiten nicht zusammen. Ingenieursoftware verschiedener Hersteller müssen durch eine offene Systemarchitektur und Schnittstellenstandards kompatibel gemacht werden.

## Wie CAPE aussehen wird
CAPE wird auf Computersystemen basieren, die eine Reihe von integrierten Design- und Engineering-Werkzeugen bieten. Diese Softwarewerkzeuge werden von Fertigungsingenieuren einer Firma verwendet werden, um Produktionssysteme kontinuierlich zu verbessern. Sie werden weiterhin Informationen über Fertigungsressourcen verwalten, Produktionskapazitäten verbessern und neue Anlagen und Systeme entwickeln. Ingenieure, die an verschiedenen Arbeitsplätzen arbeiten, werden Informationen über eine gemeinsame Datenbank nutzen.
Mit CAPE wird ein Team von Ingenieuren detaillierte Pläne und Arbeitsmodelle für eine ganze Fabrik innerhalb von Tagen vorbereiten können. Alternative Lösungen für Produktionsprobleme könnten schnell entwickelt und ausgewertet werden. Dies wäre eine erhebliche Verbesserung gegenüber bisherigen manuellen Methoden, die Wochen oder Monate intensiver Aktivität erfordern können.
Um dieses Ziel zu erreichen, wird eine Reihe neuer Engineering-Werkzeuge benötigt. Beispiele für Funktionen, die unterstützt werden sollten, beinhalten:
- Identifikation von Produkt-Spezifikationen und Anforderungen der Produktion,
- Herstellbarkeitsanalyse für Produkte und Modifikation von Produktdesigns, um Herstellbarkeitsfragen, Management, Planung und Verfolgung von Projekten zu berücksichtigen,
- Modellierung und Spezifikation von Fertigungsprozessen, Anlagenplanung und Gebäudeplanung,
- Berücksichtigung der verschiedenen Wirtschaftlichkeits-/Kostenkompromisse verschiedener Fertigungsverfahren, Anlagen, Werkzeuge und Materialien,
- Analyse zur Unterstützung der Auswahl von Systemen/Lieferanten und Beschaffung von Produktionsmaschinen und Support-Systemen,
- Aufgaben- und Arbeitsplatz-Design und
- Einhaltung verschiedener Vorschriften, Normen und Standards und die Kontrolle von gefährlichen Materialien.

Die Werkzeuge zur Umsetzung dieser Funktionen müssen hoch automatisiert und integriert sein und müssen einen schnellen Zugang zu einer breiten Palette an Daten ermöglichen. Diese Daten müssen in einem Format, das durch die Engineering-Werkzeuge zugänglich und nutzbar ist, gepflegt werden. Einige Beispiele für die Informationen, die in diesen elektronischen Bibliotheken enthalten sein können, umfassen:
- Produktionsprozessmodelle und -daten und generische Fertigungssystemkonfigurationen,
- Maschinen- und Anlagen-Spezifikationen und Lieferantenkataloge,
- Empfohlene Methoden, Praktiken, Algorithmen etc. und Benchmarking-Daten,
- Typische Anlagen-/System-Layouts,
- Kostenschätzungsmodelle, Lohnkosten, andere Kostendaten und Budget-Vorlagen und
- Zeitstandards, Industriestandards, Projektpläne und Gesetze/behördliche Vorschriften.

Diese Online-Bibliotheken würden Ingenieuren erlauben, schnell auf der Arbeit anderer basierende Lösungen zu entwickeln.
Ein weiterer kritischer Aspekt dieser Engineering-Umgebung ist die Erschwinglichkeit, die am besten durch die Gestaltung einer Umgebung erreicht werden kann, die aus kostengünstigen, serienmäßig produzierten kommerziellen Produkten, anstatt aus Spezial-Computerhardware und -Software, aufgebaut ist. Die Basis-Engineering-Umgebung muss bezahlbar sein. Aus Kosten- und technischen Gründen muss sie so entworfen werden, dass sie in der Lage ist, inkrementelle Upgrades durchzuführen. Inkremental-Upgrades würden Unternehmen erlauben, Funktionen hinzuzufügen, die sie benötigen. Kommerzielle Software-Produkte müssen einfach zu installieren und sich in andere bereits im Einsatz befindliche Software integrieren lassen. Diese Funktionalitäten existieren bereits in begrenztem Umfang in kommerzieller Universal-Software, z. B. Textverarbeitung, Datenbanken und Tabellenkalkulationen.

## Technische Bedenken
Viele technische Fragen müssen bei der Gestaltung und Entwicklung von neuen Werkzeugen für CAPE berücksichtigt werden.
Diese Themen umfassen:
- die erforderliche Funktionalität der Werkzeuge selbst,
- Formalisierung und Verfeinerung der Engineering-Methoden,
- Entwicklung von technischen Online-Referenzbibliotheken und Benutzer-Engineering- und grafische Visualisierung,
- Benutzer-Engineering- und grafische Visualisierungstechniken,
- Systemkonnektivität, Austausch von Informationen und die Integration von Standards für die IT-Umgebung und
- Einbau intelligenten Verhaltens in die Werkzeuge.

Es gibt drei wichtige Elemente, die angesprochen werden: die Schaffung eines gemeinsamen Fertigungssystems-Informationsmodells mit Hilfe eines Engineering-Lebenszyklus-Ansatzes und die Entwicklung eines Software-Tool-Integrations-Frameworks.
Die Auflösung dieser Elemente wird dazu beitragen, dass unabhängig entwickelte Systeme in der Lage sein werden, zusammenzuarbeiten. Das gemeinsame Informationsmodell sollte
- die Kernelemente des Herstellungsprozesses und ihre Beziehungen zueinander,
- die von jedem Element durchgeführten Funktionen oder Prozesse,
- die Werkzeuge, Materialien und Informationen, die zur Erfüllung dieser Funktionen benötigt werden und
- die Effektivitätsmessungen für das Modell und seiner Komponentenelemente

identifizieren.
In den letzten Jahren wurden viele Anstrengungen unternommen, um Informationsmodelle für unterschiedliche Aspekte der Herstellung zu entwickeln, aber kein bekanntes bestehendes Modell erfüllt die Bedürfnisse einer CAPE-Umgebung. Daher wird ein Lebenszyklus-Ansatz benötigt, um die verschiedenen Prozesse, die ein CAPE Umfeld unterstützen muss, zu erkennen und alle Phasen eines Fertigungssystems oder die Existenz eines Teilsystems zu definieren. Einige der wichtigsten Phasen, die in einem System-Lebenszyklus-Ansatz enthalten sein können, sind Anforderungen an Identifikation, System-Design-Spezifikationen, Lieferantenauswahl, Systementwicklung und -upgrades, Installation, Prüfung und Schulung und Benchmarking der Produktion.
Management-, Koordinations- und Verwaltungsfunktionen müssen in jeder Phase des Lebenszyklus durchgeführt werden. Phasen können im Laufe der Zeit wiederholt werden, wie auch ein System ausgebaut oder neu entwickelt werden kann, um wechselnden Anforderungen oder integrieren neue Technologien gerecht zu werden.
Ein Softwarewerkzeug-Integrationsrahmen sollte festlegen, wie die Werkzeuge unabhängig gestaltet und entwickelt werden. Der Rahmen würde festlegen, wie CAPE-Instrumente mit gemeinsamen Diensten umgehen, miteinander interagieren und Problemlösungsaktivitäten koordinieren. Obwohl sich einige bestehende Software-Produkte und -Standards mit gemeinsamen Diensten beschäftigen, bleibt das Problem der Werkzeuginteraktion weitgehend ungelöst. Das Problem der Werkzeuginteraktion ist nicht auf das Gebiet der Computer-Aided-Manufacturing-Engineering-Systeme beschränkt – es ist in der Softwareindustrie allgegenwärtig.

## CAPEs aktueller Status
Eine erste CAPE-Umgebung wurde von COTS-Softwarepakte (von engl. commercial off-the-shelf) etabliert. Diese neue Umgebung wird verwendet, um
- kommerziell verfügbare Werkzeuge, mit denen CAPE-Funktionen ausführbar sind, zu demonstrieren,
- ein besseres Verständnis zu entwickeln und funktionale Anforderungen für einzelne technischer Hilfsmittel sowie die gesamte Umgebung zu definieren und
- Fragen der Integration zu identifizieren, die geklärt werden müssen, um kompatible Umgebungen in Zukunft umsetzen zu können.

Mehrere technische Demonstrationen mit COTS-Tools sind in der Entwicklung. Diese Demonstrationen werden entwickelt, um die verschiedenen Arten von Funktionen, die in der Entwicklung eines Fertigungssystems durchgeführt werden müssen, zu illustrieren.
Funktionen, die durch die aktuelle COTS-Umgebung unterstützt werden, sind: Systemspezifikation/Diagrammerstellung, Ablaufdiagrammerstellung, Computersimulation, CAD von Produkten, Anlagenplanung, Materialflussanalyse, ergonomische Arbeitsplatzgestaltung, mathematische Modellierung, statistische Analysen, Austaktung, Simulation von Fertigungsprozessen, Investment-Analyse, Projektmanagement, wissensbasierte Systementwicklung, Tabellenkalkulationen, Vorbereitung von Dokumenten, die Entwicklung von Benutzeroberflächen, Dokumentenillustration, Formen und Datenbank-Management.